# Iram Parveen Bilal
Iram Parveen Bilal és un cineasta, activista i emprenedora pakistanesa dels Estats Units. El 2020, el seu darrer llargmetratge I'll Meet You There va debutar a South By Southwest (SXSW) en competició de narrativa.

## Primers anys
Bilal es va criar al Pakistan i va venir als EUA per estudiar al California Institute of Technology. Es va graduar amb el seu B.S, honors, en Enginyeria de Ciències Ambientals. En graduar-se, Bilal va rebre una oportunitat única amb la Thomas J. Watson Fellowship, una beca de viatge que la va portar per tot el món.
Va ser la inspiració darrere del nom del personatge de Kareena Kapoor a la pel·lícula Agent Vinod.

## Carrera

### Cineasta
La seva darrera pel·lícula, I'll Meet You There, és un drama familiar sobre un policia musulmà i la seva filla adolescent ballarina. El projecte va ser un projecte de laboratori d'escriptor/director de cinema independent i 1 dels 10 dels milers seleccionats per competir al gran jurat de SXSW 2020. També va anar més enllà per competir al Bentonville Film Festival.
Bilal també va ser un dels 15 directors convidats a L'Atelier de Cinefondation a Cannes 2019 pel seu projecte WAKHRI (ONE OF A KIND), basat en una estrella de les xarxes socials al Pakistan.
La seva pel·lícula anterior Josh: Independence Through Unity és un thriller de misteri ambientat a Karachi que segueix una dona de classe alta que està decidida a esbrinar què va passar amb el seu cuidador desaparegut. El seu viatge la porta a un poble proper dirigit per un senyor feudal i, en el procés, es posa en perill a ella mateixa i als altres. La història aborda temes del feudalisme, els moviments juvenils, la pobresa i els reptes d'intentar fer el bé enmig dels disturbis socials. Josh va ser la primera pel·lícula del Pakistan que va aparèixer a Netflix i a la selecció permanent de la Biblioteca del Congrés dels Estats Units.
Bilal va ser contractada per dirigir l'adaptació d'acció en directe del popular còmic The PhD el 2015. Això va portar a la seva segona pel·lícula: The PhD Movie: Still in Grad School. Ella és Thomas J Watson, Women In Film, Film Independent i CAPE i membre actiu de l'Alliance of Women Directors and Film Fatales, ambdues organitzacions creades per a la representació justa de dones directores de la indústria de l'entreteniment.
Altres projectes de llargmetratges en desenvolupament han rebut l'atenció de l'IFP, The Academy's Nicholl Writing Fellowship, Mumbai Sankalan Lab, Film Independent i Women In Film. Els premis i honors destacats inclouen la beca Thomas J. Watson, la beca del projecte especial Stark, el premi Mabel Beckman Leadership, Paul Studenski Fellowship i la Dean’s Cup. El març de 2013, se li va demanar que fes una xerrada TedX titulada "Get Incomfortable Now" a Caltech.

### Qalambaaz
El 2014 Bilal va iniciar Qalambaaz, una plataforma que proporciona mentors i fomenta el creixement dels guionistes mitjançant la competència. El concurs d'escriptura de guions es va llançar recentment a The Second Floor (T2F) sota la bandera de Bilal Parveen Shah Productions. Bilal aclareix que la plataforma no promet finançament per als cineastes, sinó que garanteix un producte final que es pot vendre com a possible producció de llargmetratges.

## Filmografia
|   | Any  | Títol                                                                               |                                         | Notes                                                |
| - | ---- | ----------------------------------------------------------------------------------- | --------------------------------------- | ---------------------------------------------------- |
| 1 | 2009 | Marwa                                                                               | Director                                | Curtmetratge                                         |
| 2 | 2012 | Poshak/Facade                                                                       | Guionista, Editor, Director i productor | Curtmetratge                                         |
| 3 | 2013 | Kwaku Ananse                                                                        | Guionista                               | Curtmetratge                                         |
| 3 | 2013 | Josh: Independence Through Unity                                                    | Guionista, Director i productor         | Llargmetratge Projectat al 14th Mumbai Film Festival |
| 4 | 2014 | Dho Dala: The Sin Washer                                                            | Guionista, Editor, Director i productor | Curtmetratge                                         |
| 5 | 2015 | Piled Higher and Deeper: Still in Grad School Arxivat 2016-01-13 a Wayback Machine. | Director                                | Llargmetratge. Comèdia                               |
| 6 | 2017 | Extinction                                                                          | Editor, Director i productor            | Curtmetratge                                         |
| 7 | 2019 | This is Personal                                                                    | Director                                | Documental                                           |
| 8 | 2019 | Detained                                                                            | Guionista                               | TV Pilot                                             |
| 9 | 2019 | I'll Meet You There                                                                 | Guionista, Director i productor         | Llargmetratge SXSW 2020 - Narrative Competition      |
| 9 | 2019 | Wahkri (One of a Kind)                                                              | Guionista, Director i productor         | Llargmetratge. Cannes L'Atelier                      |